# Гурбедіу
Гурбедіу (рум. Gurbediu) — село у повіті Біхор в Румунії. Входить до складу комуни Тінка.
Село розташоване на відстані 420 км на північний захід від Бухареста, 31 км на південь від Ораді, 132 км на захід від Клуж-Напоки, 124 км на північний схід від Тімішоари.

## Населення
За даними перепису населення 2002 року у селі проживали 1216 осіб.
Національний склад населення села:
| Національність | Кількість осіб | Відсоток |
| -------------- | -------------- | -------- |
| румуни         | 1005           | 82,6%    |
| цигани         | 172            | 14,1%    |
| угорці         | 39             | 3,2%     |

Рідною мовою назвали:
| Мова      | Кількість осіб | Відсоток |
| --------- | -------------- | -------- |
| румунська | 1013           | 83,3%    |
| циганська | 163            | 13,4%    |
| угорська  | 40             | 3,3%     |